# Nemjung
Der Nemjung ist ein 7140 m hoher Berg im Himalaya in Nepal.
Der Nemjung befindet sich im Peri Himal im Distrikt Manang der Verwaltungszone Gandaki, 4,5 km von der tibetischen Grenze entfernt. Der Manaslu liegt 25 km in Richtung Südsüdost. 
An der Nordwestflanke liegt der Pangrigletscher, an der Nordostflanke der Thochegletscher, an der Südflanke der Kechakyugletscher. Die Nordwest- und Südseite des Nemjung werden zum Marsyangdi entwässert. Die Nordostseite liegt dagegen im Einzugsgebiet des Budhigandaki.
Die Erstbesteigung des Nemjung fand im Jahr 1983 statt. Eine japanische Expedition erreichte den Gipfel von Süden her über den Ostgrat. Später stellte sich heraus, dass die Bergsteiger nicht den nördlich gelegenen Himlung Himal, sondern den Nemjung bestiegen.
Vom 29. bis 30. Oktober 2009 bestieg ein japanisches Team unter der Leitung des Bergsteigers Osamu Tanabe den Nemjung über die zuvor unbestiegene Westwand und den Westgrat.